# 大菩薩連嶺
大菩薩連嶺（日语：／）是日本山梨縣東部的山嶺，屬於廣義上奧秩父山塊的南端。

## 概要
北起雞冠山（黑川山），經大菩薩嶺、大菩薩峠、小金澤山、湯之澤峠至瀧子山，南端為中央自動車道、甲州街道（國道20號）、JR中央本線。西南部屬甲州市。

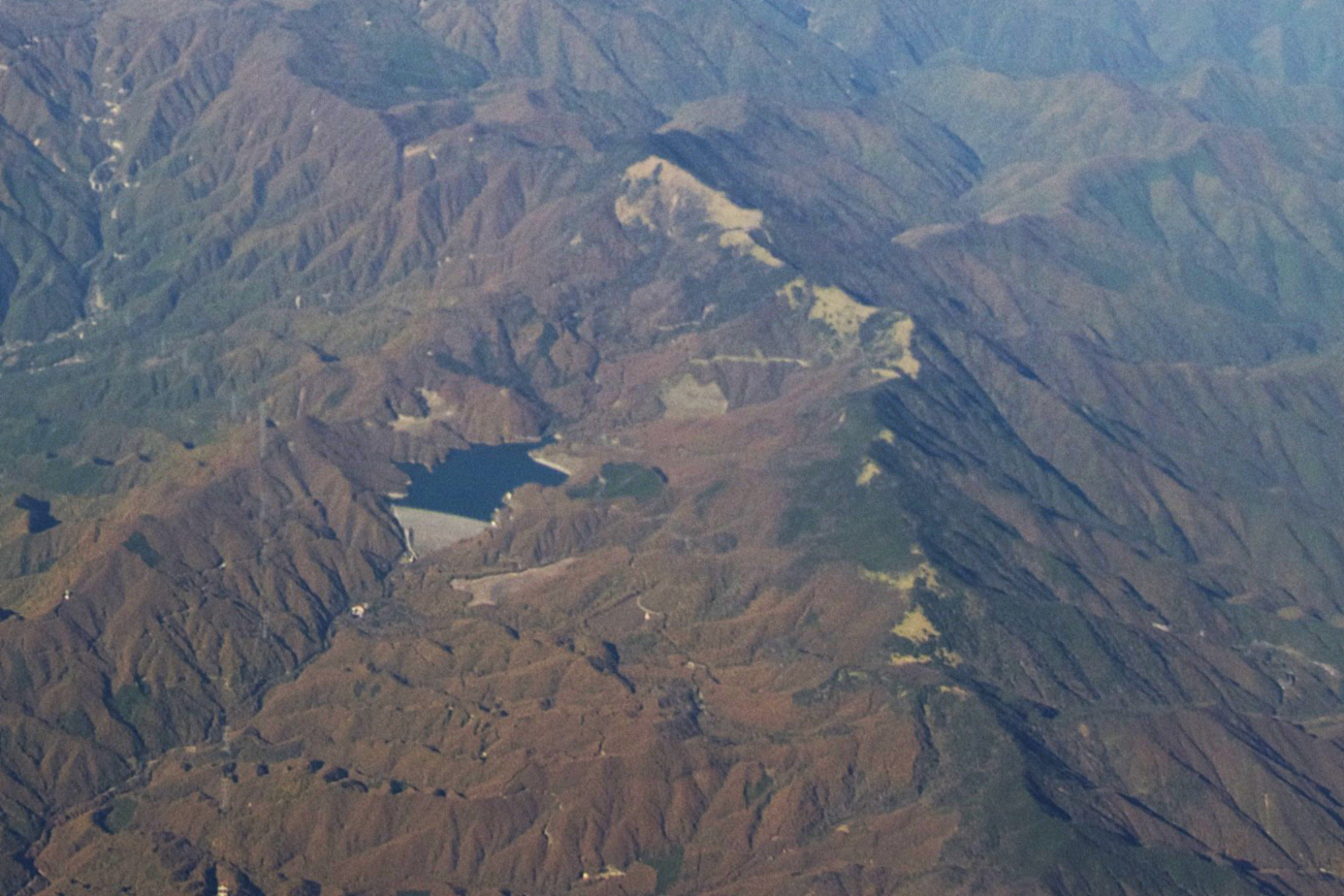
南北連貫的大菩薩連嶺、中央上方是主峰大菩薩嶺

## 地域

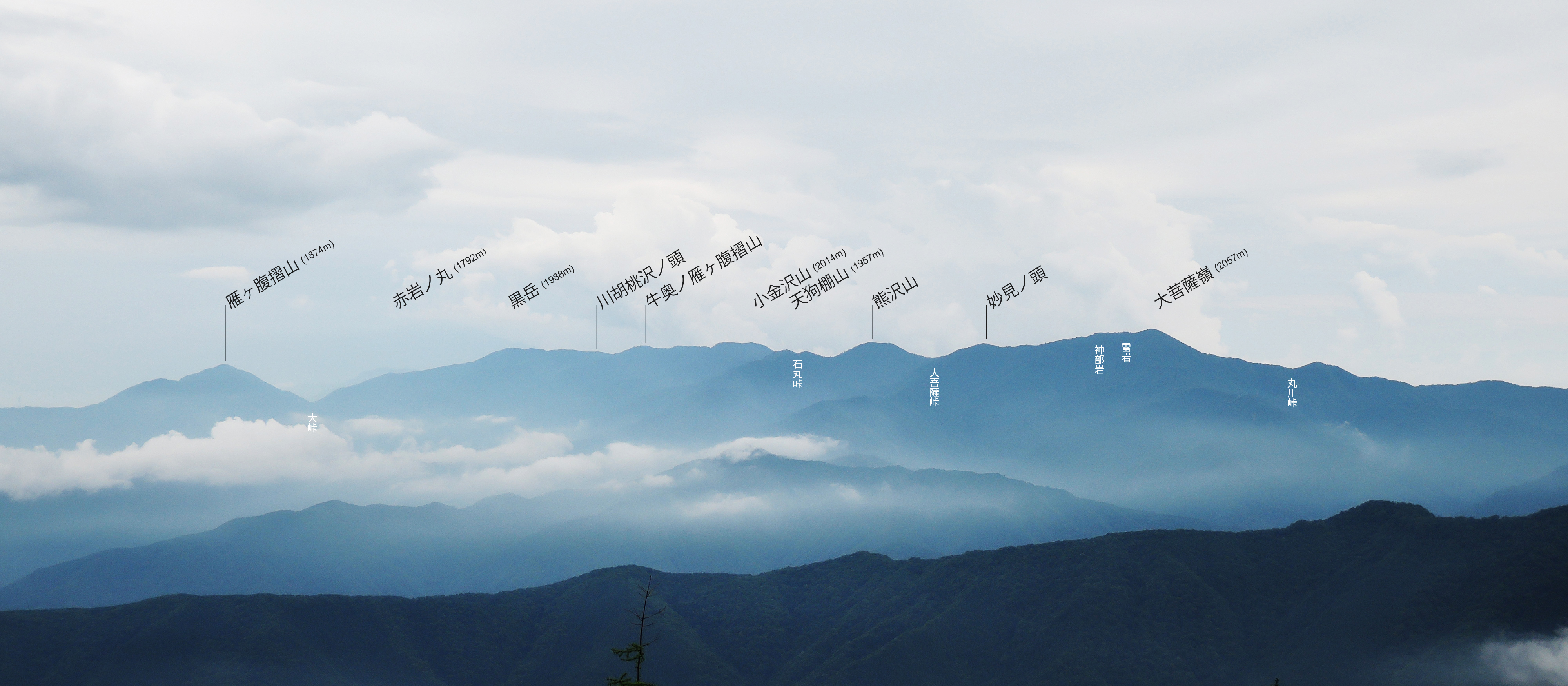
北北東小雲取山眺望大菩薩連嶺

- 雞冠山（日语：鶏冠山 (山梨県甲州市)）（黑川山） (1716m)
- 柳澤峠（日语：柳沢峠）
- 丸川峠
- 大菩薩嶺 (2057m)
- 大菩薩峠（日语：大菩薩峠）
- 小金澤山（日语：小金沢山） (2014m)
- 源次郎岳（日语：源次郎岳） (1477m)
- 黑岳（日语：黒岳 (大菩薩連嶺)） (1988m)
- 雁腹摺山（日语：雁ヶ腹摺山） (1874m)
- 棚橫手山 (1306m)
- 湯之澤峠
- 甲州高尾山 (1092m)
- 破魔射場丸 (1752m)
- 大岱山（日语：大岱山） (1177m)
- 大谷丸（日语：大谷ガ丸） (1644m)
- 瀧子山（日语：滝子山） (1590m)
- 晴明盤（日语：セーメーバン） (1006m)
- 奈良倉山（日语：奈良倉山） (1349m)

## 登山
前往北端可自駕至青梅街道（國道411號）柳澤峠停車場。搭乘電車主要在JR中央本線鹽山站轉搭計程車。也可在甲州市搭乘班次稀少的巴士前往鹽山側登山口裂石溫泉。甲斐大和站還有期間限定的上日川峠直行巴士（甲州市市民巴士）。
前往南端可搭乘電車至JR中央本線初狩站下車。奧多摩側也有搭乘JR青梅線奧多摩站至小菅住宿一晚的登山路線。

### 周邊山小屋
- 介山莊
- 小福莊
- 富士見山莊
- 丸川莊
- LODGE長兵衛

## 外部連結
- 国土地理院 地図閲覧システム 2万5千分1地形図名：大菩薩峠(甲府) （页面存档备份，存于）
- 大菩薩觀光協會 （页面存档备份，存于）